# Marketa Kochta
Marketa Kochta (Praga, 14 luglio 1975) è un'ex tennista tedesca.

## Biografia
Nata in Cecoslovacchia si è trasferita in Germania con la famiglia, il padre Jiří era un hockeista su ghiaccio medagliato olimpico mentre la sorella maggiore Renata aveva intrapreso la carriera da tennista senza ottenere risultati importanti.
È stata sposata con il collega Jiří Vaněk con cui ha avuto due figli.

## Carriera
Ha rappresentato la Germania in Fed Cup Junior nel biennio 1990-91, nel secondo anno è riuscita a conquistare il torneo contribuendo con quattro successi in altrettanti incontri.
Fa il suo esordio tra le professioniste nel 1992 e agli Australian Open, ancora sedicenne, riesce ad avventurarsi fino al terzo turno superando nel suo percorso Anne Minter e Maya Kidowaki. L'anno successivo ha raggiunto la semifinale a San Diego mentre nel 1994 ottiene i risultati migliori tra cui spicca il terzo turno al Roland Garros raggiunto grazie ai successi sulle già affermate Tracy Austin e Katerina Maleeva. In seguito a questi risultati si è issata fino al 45º posto in classifica mondiale.
L'ultimo acuto in carriera lo ha fatto agli Australian Open 1997, è riuscita ad accedere al tabellone principale dopo aver superato le qualificazioni ed è avanzata fino al terzo turno prima di arrendersi alla francese Mary Pierce in due set.